# Prosopocera regia
Prosopocera regia är en skalbaggsart som beskrevs av Stefan von Breuning 1936. Prosopocera regia ingår i släktet Prosopocera, och familjen långhorningar. Inga underarter finns listade.